# Jüngeres Haus Anjou
Das jüngere Haus Anjou (auch Haus Valois-Anjou genannt) war eine Nebenlinie des Hauses Valois, die sich 1356 (Verleihung des Titels Graf von Anjou) von der Hauptlinie abgespalten hatte. Es stammt ab von Ludwig von Frankreich, einem jüngeren Sohn des Königs Johann II. (Jean II.), der außer der Linie Anjou auch 1363 das jüngere Haus Burgund ermöglichte.
Graf Ludwig von Anjou wurde 1380 von Johanna I., Königin von Neapel (aus dem älteren Haus Anjou) adoptiert und damit zum Erben eingesetzt, konnte seine Ansprüche in Neapel nicht durchsetzen, erst recht nicht im nicht mehr existierenden Königreich Jerusalem, wohl aber in der Provence. In der dritten Generation erbte das jüngere Haus Anjou das Herzogtum Lothringen, das aber fünfzig Jahre später mangels Söhnen wieder verloren ging.

## Stammliste
1. Ludwig I. (Louis I.), * 23. Juli 1339 im Schloss Vincennes, † 22. September 1384 in Bisceglie bei Bari, Prinz von Frankreich, 1356 Graf von Anjou und Maine, Baron von Château-du-Loir, Herr von Champtoceaux und Boulogne. 26. Oktober 1360 Herzog von Anjou, 1370 Herzog von Touraine, Pair von Frankreich, 1380 Regent von Frankreich (Regierung der Herzöge), Neapel 23. Juni 1380 von Johanna I. (Giovanna I.) Königin von Neapel (Haus Anjou) adoptiert, 1382 Titularkönig von Neapel, Sizilien und Jerusalem, Herzog von Kalabrien und Capua, Graf von Provence, Forcalquier und Piemont, Herr von Montpellier, 1370 Gouverneur von Languedoc, Guyenne und Dauphiné, begraben in der Kathedrale von Angers; - Vorfahren siehe Stammliste der Valois
⚭ 9. Juli 1360 Marie de Blois-Châtillon, Gräfin von Blois und Guise, * wohl 1343, † 12. November 1404 in Angers, Tochter von Karl (Charles) von Blois-Châtillon, Herzog von Bretagne, Graf von Penthièvre etc., begraben in der Kathedrale von Angers (Haus Châtillon)
  1. Marie, * Oktober 1370, † vor 20. September 1383
  2.  Ludwig II. (Louis II.), * 5. Oktober 1377, † 29. April 1417 auf Schloss Angers, 1384 Herzog von Anjou, Graf von Provence und Graf von Maine, wohl 1389, sicher 1390/1400 König von Neapel, Titularkönig von Sizilien, Jerusalem und (1400/1417) Aragón, 1404 Graf von Guise etc., Pair von Frankreich, bestattet in der Kathedrale von Angers; 
⚭ 2. Dezember 1400 in Arles Jolanthe Infantin von Aragón, * 1384, † 14. Dezember 1443 im Château de Tucé in Saumur,[1] Erbprinzessin von Bar, Baronesse de Lunel, Berre, Martigues et d‘Istres, 1410 Prätendentin von Aragón, Tochter von König Johann (Juan) I. bestattet in der Kathedrale von Angers (Haus Barcelona)
    1.  Ludwig III. (Louis III.), * 25. September 1403, † 12. November 1434 in Cosenza, 1417 Titularkönig von Neapel, Sizilien, Jerusalem, Aragón und Valencia, Herzog von Anjou und Touraine, Graf von Provence, Forcalquier und (bis 1425) Maine, 1420 Herzog von Kalabrien, 1423 von Johanna (Giovanna) II., Königin von Neapel, adoptiert, bestattet in Cosenza; 
⚭ 31. August 1432 Margarethe von Savoyen, * 1416 in Morges, † 30. September 1479 in Stuttgart, Tochter von Amadeus VIII., Graf von Savoyen (Haus Savoyen), sie heiratete in zweiter Ehe 1445 Ludwig IV., Kurfürst von der Pfalz († 1449) (Wittelsbacher), und in dritter Ehe wohl 1453 Ulrich V. Graf von Württemberg († 1480) (Haus Württemberg), bestattet in der Stiftskirche in Stuttgart
    2. Marie, * 14. Oktober 1404, † 29. November 1463 im Kloster Notre-Dame-de-Ré (Abbaye des Châteliers); 
⚭ 2. Juni 1422 in Bourges Karl VII., 1422 König von Frankreich, † 22. Juli 1461 auf Schloss Mehun-sur-Yèvre, bestattet in der Basilika Saint-Denis (Valois)
    3. Tochter, * wohl 1406; 
⚭ NN Graf von Genf[2]
    4.  Renatus (René), * 10. Januar 1408 auf Schloss Angers, † 10. Juli 1480 in Aix-en-Provence, 1417 Graf von Guise, 1430/87 Herzog von Bar, Markgraf von Pont-à-Mousson, 1431/53 Herzog von Lothringen, 1434/72 Titularkönig von Neapel, Sizilien und Jerusalem, Aragon, Valencia und Mallorca, 1467/70 Gegenkönig von Aragón, 1434 Graf von Barcelona, Provence, Forcalquier und Piemont, bestattet in der Kathedrale von Angers; 
⚭ I 24. Oktober 1420 Isabella von Lothringen, * wohl 1400, † 28. Februar 1453 auf Schloss Angers, 1431 Herzogin von Lothringen etc., Erbtochter von Karl II., Herzog von Lothringen, bestattet in der Kathedrale von Angers (Haus Châtenois); 
⚭ II 10. November 1454 in Saint-Nicolas in Angers Jeanne de Laval, * 10. November 1433, † 1498 nach 27. August auf Schloss Beaufort-en-Vallée, bestattet in der Minoriten-Kirche von Angers, Tochter von Guy XIV. Graf von Laval (Haus Montfort-Laval)
      1. (I) Isabelle, † klein
      2. (I)  Johann (Jean) II., * 2. August 1425 in Nancy, † 13. Dezember 1470 in Barcelona, 1453 Herzog von Lothringen etc., Herzog von Kalabrien, Fürst von Gerona, 1458 Titularkönig von Neapel, 1442 Generalgouverneur von Lothringen, 1445 Generalgouverneur von Bar, 1458 Gouverneur von Genua, bestattet in Barcelona; 
⚭ 1444 Marie de Bourbon, † 7. Juli 1448, Tochter von Charles I. Herzog von Bourbon (Bourbonen)
        1. Isabelle, * wohl 1445, † klein
        2. Renatus (René),* wohl 1446, † klein
        3. Marie, * wohl 1447, † klein
        4.  Nikolaus (Nicolas) I., * Juli 1448, wohl am 6. in Nancy, † 24. Juli 1473 in Nancy, 1470 Herzog von Lothringen, 1468 Gouverneur von Lothringen, 1471 Herzog von Kalabrien
          1. (unehelich, Mutter unbekannt) Marguerite Bâtarde d’Anjou, 
⚭ Jean IV. de Chabannes, 1488 Graf von Dammartin, † wohl 1503 (Haus Chabannes)

        5. (unehelich, Mutter unbekannt) Jean Bâtard de Calabrie, 4. Oktober 1478 Comte de Briey[3]
          1. (unehelich, Mutter unbekannt) Ferry Bâtard de Calabrie

        6. (unehelich, Mutter unbekannt) Albert Bâtard de Calabrie, Seigneur d’Essey
          1. Marie de Calabrie, 
⚭ Claude de Rivière, † 26. Oktober 1518

        7. (unehelich, Mutter unbekannt) Tochter ; 
⚭ Jean d’Ecosse
        8. (unehelich, Mutter unbekannt) Jeanne Bâtarde de Calabrie, genannt d’Abancourt; 
⚭ Achille Bâtard de Beauvau (Haus Beauvau)
        9. (unehelich, Mutter unbekannt) Marguerite, Bâtarde de Calabrie

      3. Renatus (René), * wohl 1426
      4. Ludwig (Louis), * 16. Oktober 1427 wohl in Nancy, † 1444, wohl bald nach Februar
      5. Nikolaus (Nicolas), * 2. November 1428 wohl in Nancy (Zwilling), † klein, Herzog von Bar
      6. Yolande, * 2. November 1428 wohl in Nancy (Zwilling), † 1483 nach dem 22. Februar, 1473/83 Herzogin von Lothringen, 1480 Herzogin von Bar, 1481 Titularkönigin von Jerusalem und Sizilien, bestattet in Joinville; 
⚭ 1445 in Nancy Friedrich von Lothringen, † 31. August 1470 in Joinville, 1458 Graf von Vaudémont, 1445 Graf von Guise, 1459 Gouverneur von Anjou, bestattet in Joinville (Haus Châtenois)
      7. Margarete (Marguerite), * 23. März 1429 wohl in Nancy, † 25. August 1482 auf Schloss La Vignolle, bestattet in der Kathedrale von Angers; 
⚭ 23. April 1445 in Nancy Heinrich (Henry) VI., 1422/61 König von England und Frankreich, † ermordet 21. Mai 1472 im Tower of London, bestattet in Westminster Abbey (Haus Lancaster)
      8. Karl (Charles), * wohl 1431, † 1432
      9. Louise, * wohl 1436, † klein
      10. Anne, *wohl 1437, † klein
      11. (unehelich, Mutter unbekannt) Jean Bâtard d’Anjou, † Juni 1536, 1474 Markgraf von Pont-à-Mousson, Seigneur de Saint-Rémy-de-Provence etc. ; 
⚭ 15. Oktober 1500 Marguerite de Glandèves-Faucon, Tochter von Raymond, Seigneur de Faucon, und Baptistine de Forbon
        1. Catherine Marguerite d’Anjou, † 9. April 1589, 1536 2. Markgräfin von Pont-à-Mousson, Dame de Saint-Cannat et de Saint-Rémy ; 
⚭ 7. Oktober 1525 in Marseille François de Forbin, Seigneur de Soliers, du Luc, et de Peyrins, † Ende 1572
        2. Françoise, 1536 bezeugt
        3. Blanche, Nonne zu Sainte-Claire in Pont-à-Mousson

      12. (unehelich, Mutter unbekannt) Jeanne Blanche Bâtarde d’Anjou, † 16. April 1470, Dame de Mirebeau; 
⚭ 28. November 1467 in Paris Bertrand de Beauvau, Seigneur de Précigné, † 30. November 1474 (Haus Beauvau)
      13. (unehelich, Mutter unbekannt) Madeleine Bâtarde d’Anjou, † nach 1515, 1495 Comtesse de Montferrand; 
⚭ 11. September 1496 in Tours Louis Jean, Seigneur de Bellenaves

    5. Yolande, * 13. August 1412 in Arles, † 17. Juli 1440, bestattet in der Minoritenkirche in Vannes; 
⚭ 28. August 1431 in Nantes Franz (François) I., 1442 Herzog von Bretagne, † 17. Juli 1451 im Château de l’Hermine in Vannes (Haus Frankreich-Dreux)
    6.  Karl I. (Charles I.); * 14. Oktober 1414 auf Schloss Montils-lès-Tours, † 10. April 1472 in Neuvy-en-Touraine, 1434 Graf von Maine, 1435 Graf von Guise, Gien und Mortain, Vizegraf von Châtellerault und Martigné, Seigneur de La Ferté-Bernard, Chinon 29. Januar 1436 Herzog von Maine, Gouverneur von Paris und Kapitän von Paris, Pair von Frankreich, 1443 Gouverneur des Languedoc und von Guyenne, bestattet in der Kathedrale von Le Mans; 
⚭ I 1434 Cobella Ruffo, † wohl 1442, Contessa di Montalto e di Corigliano, zu Caloveto, Crosia, Bovalino, Campora, Scala, Vertini, Acerenza, Lovonio, Roccasteti, Cuosobuone, Cariati, Rossano, San Morello (Scala Coeli), Misiano, Briatico, Motta di Filocasi etc., Tochter von Carlo Ruffo, 5. Conte di Montalto (Haus Ruffo), und Ceccarella Sanseverino (Haus Sanseverino), Witwe von Gianantonio Marzano, Duca della Sessa, Principe di Rossano; 
⚭ II 9. Januar 1443 Isabella von Luxemburg, Comtesse de Guise, † 1472, Tochter von Peter (Pierre) I., Graf von Saint-Pol, Ritter des Ordens vom Goldenen Vlies (Haus Luxemburg-Ligny)
      1.  Karl (Charles) II./IV., * 1436, † 11. November 1481 in Marseille, 1472 Herzog von Maine, Graf von Guise, 1480 Titularkönig von Neapel, Sizilien und Jerusalem, Graf von Provence und Forcalquier, Herzog von Anjou, Pair von Frankreich, 1445 bzw. 1449 Herr von Mézières-en-Brenne und Aumale, bestattet in der Kathedrale von Aix-en-Provence; 
⚭ 21. Januar 1474 (oder 2. Februar 1475) in Troyes Johanna von Lothringen, * 1458, † 25. Januar 1480 in Aix-en-Provence, bestattet in Saint-Jacques in Aix, Tochter von Friedrich von Lothringen Graf von Vaudémont (Haus Châtenois)
      2. Louise, * wohl 1445, † 1477 in Carlat; 
⚭ 12. Juni 1462 in Poitiers Jacques, Graf von Armagnac, 1462 Herzog von Nemours, Graf von Pardiac etc., † hingerichtet 4. August 1477 (Haus Lomagne)
      3. (unehelich, Mutter unbekannt) Louis d’Anjou Bâtard de Maine, 1488 bezeugt, legitimiert Amboise Mai 1468, am 10. März 1465 in Poitiers vom Vater zum Baron de Mézières-en-Brenne, de Sainte-Néomaye, de Prée, de Seneché et de Villaines-la-Juhel ernannt, 1475 Seigneur de Montmirail, d’Anthon et de La Bazoche-Gouet, 1476 Seigneur de Ferrières-en-Touraine, französischer Kammerherr ; 
⚭ 26. November 1474 Anne de La Trémoille, Tochter von Louis I. de La Trémoille, Graf von Guînes und Benon, Vizegraf von Thouars etc. (Haus La Trémoille), sie heiratete in zweiter Ehe Guillaume de Rochefort, Seigneur de Pluvault, Kanzler von Frankreich, † 1492, und in dritter Ehe am 16. Januar 1494 Jacques de Rochechouart, Seigneur de Charroux (Haus Rochechouart)
        1. Anne d‘Anjou; * 9. März 1478 in Mézières, † klein
        2. Renée d‘Anjou, * 16. Juni 1480 in Chinon; 
⚭ wohl am 25. Januar 1493 in Chinon François de Pontville, Vicomte de Rochechouart[4]
        3. Louis d’Anjou, * 23. Oktober 1482 in Mézières, † klein
        4. René d’Anjou, * 5. Oktober 1483 in Mézières, † 1521 in Avignon, 1488 2. Baron de Mézières, Seigneur de Saint-Fargeau, de Tucé, de Seneché et de Saint-Civran, 1510 Seneschall von Maine ; 
⚭ um 1515 Antoinette de Chabannes, Dame de Saint-Fargeau et de Puisaye, * 1497/98, † 1527, Tochter von Jean IV. de Chabannes, Graf von Dammartin (Haus Chabannes), und Suzanne de Bourbon-Roussillon (Bourbonen)
          1. (unehelich, Mutter unbekannt) Marthe de Mézières-Anjou; 
⚭ Philippe de Boulainvilliers (Haus Boulainvilliers)
          2. Françoise, † klein
          3. Louis, Abt von Pontlevoy und Nesle-la-Reposte
          4. Françoise, Comtesse de Dammartin ; 
⚭ I Philippe II. de Boulainvillers et de Verneuil, Comte de Dammartin, † 1536 (Haus Boulainvilliers); 
⚭ II Jean III., Seigneur de Rambures, Comte de Dammartin et de Guînes
          5. Renée (Aymée) ; 
⚭ I Hector de Bourbon, 1502 Vicomte de Lavedan, † 1525 (Bourbonen); 
⚭ II Gabriel Olivier Baraton, Seigneur des Roches (heute La Roche Baraton in Beaupréau)
          6. Antoinette, † vor 1542 ; 
⚭ 1529 Jean I. de Bourbon, Victome de Lavedan, † 1549 (Bourbonen)
          7. Nicolas, * 29. September 1518 in Saint-Fargeau, † nach 1568, 1567 französischer Marquis de Mézières, Comte de Saint-Fargeau, Seigneur de Mareuil, de Villebois, de Thin, de Tucé, de Seneché et de Saint-Maurice-sur-Laveron, Gouverneur von Aquitanien ; 
⚭ (Ehevertrag vom 29. September 1541) Gabrielle de Mareuil, Baronesse de Villebois, † 1593, Erbtochter von Guy, Seigneur de Mareuil et de Villebois, und Catherine de Clermont (Haus Clermont-Tonnerre)
            1. Henriette, * 1543 in Saint-Fargeau, † klein
            2. Antoinette, * 16. August 1544 in Mézières, † klein
            3. Nicolas, * 9. Februar 1546, † vor 1568
            4. Renée, * 21. Oktober 1550 in Mézières, † 1597, 1570 2. Marquise de Mézières, Dame de Mareuil, de Villebois etc., 1575 Duchesse de Saint-Fargeau ; 
⚭ 1566 François de Bourbon, 1582 2. Herzog von Montpensier etc., Pair von Frankreich, † 1592 in Lisieux (Bourbonen)
            5. Jeanne, * 12. Dezember 1553 auf Schloss Pranzac, † klein

      4. (unehelich, Mutter unbekannt) Jean Bâtard de Maine, † wohl 1497, Seigneur de Charroux; 
⚭ 23. April 1493 Françoise de Blanchefort, Tochter von Jean, Bürgermeister von Bordeaux (Haus Blanchefort), und Andrée de Pacy
      5. (unehelich, Mutter unbekannt) Marie Bâtarde de Maine; 
⚭ NN, Seigneur d‘Aurichier 1470